# Waheeda Rehman
Waheeda Rehman (hindi: वहीदा रहमान, ur. 14 maja 1936) – aktorka bollywoodzka, urodzona w tradycyjnej muzułmańskiej rodzinie w Hajdarabadzie, stolicy Andhra Pradesh, Indie. Ojca straciła w 12 roku życia.
Zadebiutowała w filmach telugu. Grała w kilku filmach z Guru Duttem, potem u boku takich gwiazd Bollywoodu jak Raj Kapoor, Dev Anand, Sunil Dutt, Dilip Kumar, Dharmendra i Amitabh Bachchan. Od połowy 70. lat grała w filmach Yash Chopra, już w rolach matek. W latach 90. wycofała się z filmu. Wróciła do gry w 2002 roku. Miała grać już w Czasem słońce, czasem deszcz, ale przeszkodziła jej w tym śmierć drugiego męża, aktora Kamaljeeta, z którym żyła razem od 1974 roku.

## Nagrody
1. Filmfare Award za najlepszą aktorkę we filmie Guide (1966)
2. Filmfare Award za najlepszą aktorkę we filmie Neel Kamal (1968)
3. Filmfare Award za całokształt twórczości (1993)

## Wybrana Filmografia
1. Delhi-6 (2009) - Dadi
2. Chukkallo Chandrudu (2006) [TELUGU] – Babcia Arjuna (Występ gościnny)
3. Kolor szafranu (2006) – Matka Ajay'a
4. 15 Park Avenue (2005) – Pani Mathur/Pani Gupta
5. Maine Gandhi Ko Nahin Mara (2005) – Principal Khanna
6. Woda (2005) – Bhagavati
7. Om Jai Jagadish (2002) – Saraswati Batra
8. Himmatwala (1998) - Savitri (Matka Raviego)
9. Suraksha (1995) - Manager's Mom
10. Ulfat Ki Nayee Manzilen (1994)
11. Chwile (1991) – Dai Jaa
12. Chandni (1989) – Pani Khanna
13. Mashaal (1984) – Sudha Kumar
14. Coolie (1983) – Salma
15. Mahaan (1983) – Janki
16. Himmatwala (1983) – Savitri
17. Namak Halaal (1982) – Savitridevi
18. Sawaal (1982) – Anju D. Mehta
19. Trishul (1978) – Shanti
20. Kabhi Kabhie (1976) – Anjali Malhotra
21. Aadalat (1976)
22. Phagun (1973)
23. Reshma Aur Shera (1971) – Reshma
24. Prem Pujari (1970) – Suman Mehra
25. Khamoshi (1969) – Nurse Radha
26. Aadmi (1968)
27. Neel Kamal (1968) – Rajkumari Neel Kamal/Sita
28. Ram Aur Shyam (1967) – Anjana
29. Patthar Ke Sanam (1967)
30. Dil Diya Dard Liya (1966) – Roopa
31. Teesri Kasam (1966) – Hira Bai
32. Guide (1965) – Rosie Marco/Miss Nalini
33. Kohra (1964) – Rajashwari
34. Mujhe Jeene Do (1963)
35. Wyprawa (1962) – Gulabi
36. Baat Ek Raat Ki (1962) – Neela/Meena
37. Bees Saal Baad (1962) – Radha
38. Sahib Bibi Aur Ghulam (1962) – Jaba
39. Chaudhvin Ka Chand (1960) – Jameela
40. Ek Phool Char Kaante (1960) – Sushma
41. Kala Bazar (1960) – Alka
42. Kaagaz Ke Phool (1959) – Shanti
43. Solva Saal (1958)
44. 12 O'Clock (1958) – Bani Chaudhary
45. Pyaasa (1957) – Gulabo
46. C.I.D. (1956)
47. Jayasimha (1955) [TELUGU]
48. Rojulu Marayi (1955) [TELUGU]